# Milewo-Gawary
Milewo-Gawary – kolonia w Polsce, w województwie mazowieckim, w powiecie przasnyskim, w gminie Krasne. 
Kolonia wchodzi w skład sołectwa Milewo-Rączki.
Do 2023 miejscowość była częścią wsi Milewo-Rączki.
W latach 1975–1998 miejscowość administracyjnie należała do województwa ciechanowskiego.

## Położenie geograficzne
Milewo-Gawary to miejscowość położona na Wysoczyźnie Ciechanowskiej, nad rzeką Pełtą, w typowo równinnej okolicy.
Wieś jest położona w odległości 20 km od Ciechanowa, 18 km od Przasnysza, 20 km od Makowa Mazowieckiego.

## Historia
Początki tworzenia się zaścianków na ziemiach położonych na wschód od Ciechanowa, nad rzekami Soną i Pełtą, sięgają XV wieku. Z powodu stosunkowo późnego zasiedlenia tych terenów znajdowały się tam zaścianki szlachty różnego pochodzenia i herbów. W okolicach dzisiejszych Milewa-Gawar osiedlili się Milewscy herbu Ślepowron, o czym świadczą nazwy sąsiednich miejscowości – Milewo-Rączki, Milewo-Szwejki, Milewo-Brzegędy czy Milewo-Tabuły. 
W 1526 roku, kiedy Mazowsze zostało wcielone do Korony, w ziemi ciechanowskiej znajdowało się 9 Milew. Milewo-Gawary powstały później. Jedna z pierwszych wzmianek dotycząca miejscowości pojawiła się w 1663 roku w wykazie podatku łanowego (jako właściciel był zapisany Szymon Gawar Milewski z żoną i trzema synami). Osada liczyła około 40 hektarów. W wykazie z 1674 roku jako właściciel Milewa-Gawar występuje Stanisław Gawar Milewski, syn Szymona, żonaty z Jadwigą Mossakowską. Kolejnym właścicielem Gawar był Stanisław Milewski żonaty z Jadwigą Żbikowską. Po jego śmierci osada została podzielona pomiędzy dwóch z jego synów.
W czasach zaboru pruskiego wprowadzono na Mazowszu zasadę, że poczynając od pewnego minimum nie wolno było osady rolnej dzielić – miała ona zapobiegać rozdrabnianiu własności rolnej. Stosowała się ona i do Milewa-Gawar. W dokumentach z tego okresu zachowały się wzmianki o dwóch zagrodach; więcej nigdy nie było.

## Galeria

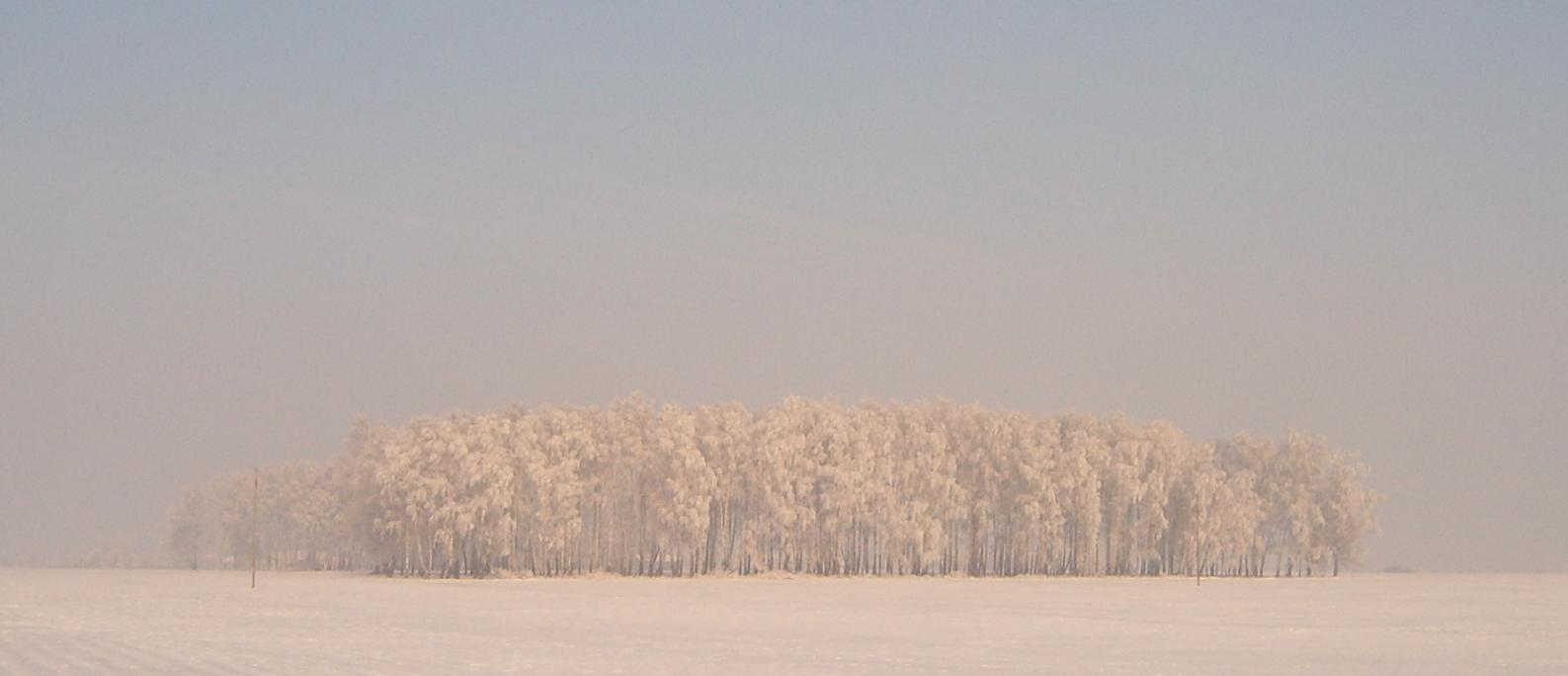
Las w Milewie-Gawarach
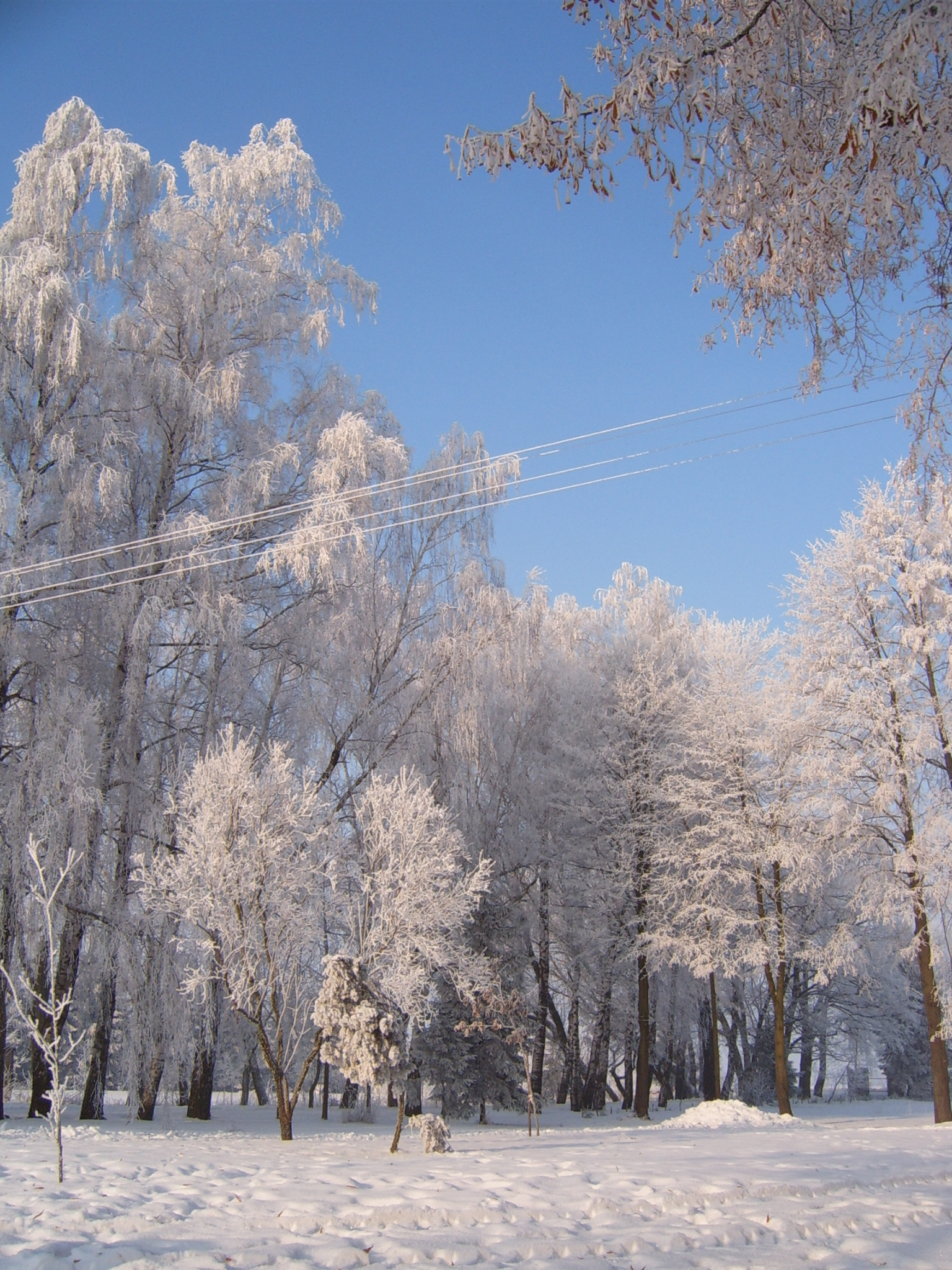
Gawary zimą
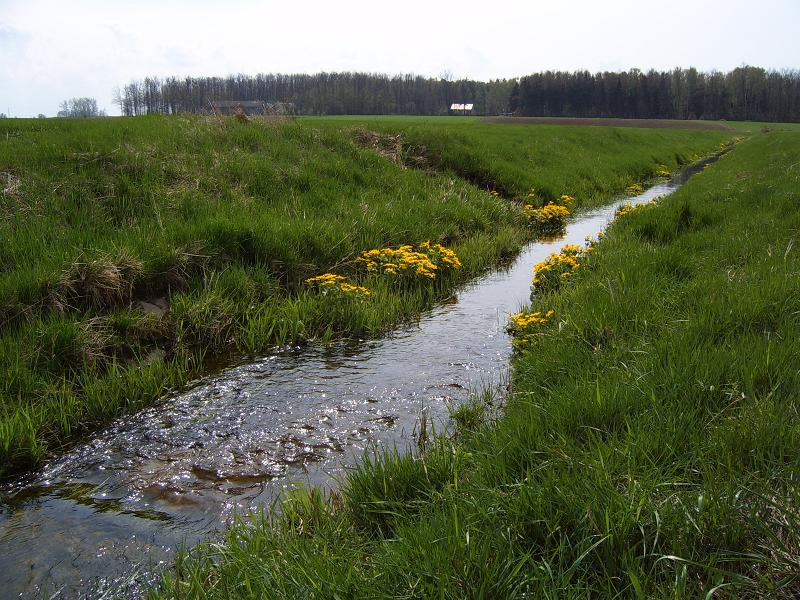
Pełta